# Uddingston Viaduct
Der Uddingston Viaduct ist eine Eisenbahnbrücke in der schottischen Stadt Uddingston in der Council Area South Lanarkshire. 1973 wurde das Bauwerk in die schottischen Denkmallisten in die höchste Kategorie A aufgenommen.

## Geschichte
Der Bau des ersten Viadukts wurde im Mai 1846 begonnen und im Oktober 1848 abgeschlossen. Es war der früheste Viadukt der Caledonian Railway über den Clyde. 1903 wurde die Brücke an der Nordseite um eine zweite Brücke ergänzt. Im Jahre 1967 wurde die Überstruktur der älteren Brücke abgebaut, sodass von dieser heute nur noch die Bögen und Pfeiler, die sie mit der neueren Brücke teilt, erhalten sind. Der Uddingston Viaduct ist Teil des Netzes der West Coast Main Line zwischen Glasgow beziehungsweise Edinburgh und London. 1993 wurde der Viadukt in das Register gefährdeter denkmalgeschützter Bauwerke in Schottland aufgenommen. Sein Zustand 2013 aus schlecht bei moderater Gefährdung eingestuft.

## Beschreibung
Die Brücke führt die Bahnstrecke am Westrand von Uddingston über den Clyde. Nur wenige Kilometer flussaufwärts findet sich mit der Bothwell Bridge eine weitere denkmalgeschützte Brücke. Die gusseisernen Bögen des dreibögigen Viadukts sind mit offenem Fachwerk gearbeitet. Sie ruhen auf Pfeilern aus bossierten roten Sandsteinquadern mit abgerundeten Eisbrechern und Gurtgesimsen. An der Westseite führen zwei schmale ausgemauerte Rundbögen am Hang zu der Brücke hin. Bei der neueren Brücke handelt es sich hingegen um eine Gitterträgerbrücke, die ebenfalls aus Gusseisen besteht.